# Handkäse

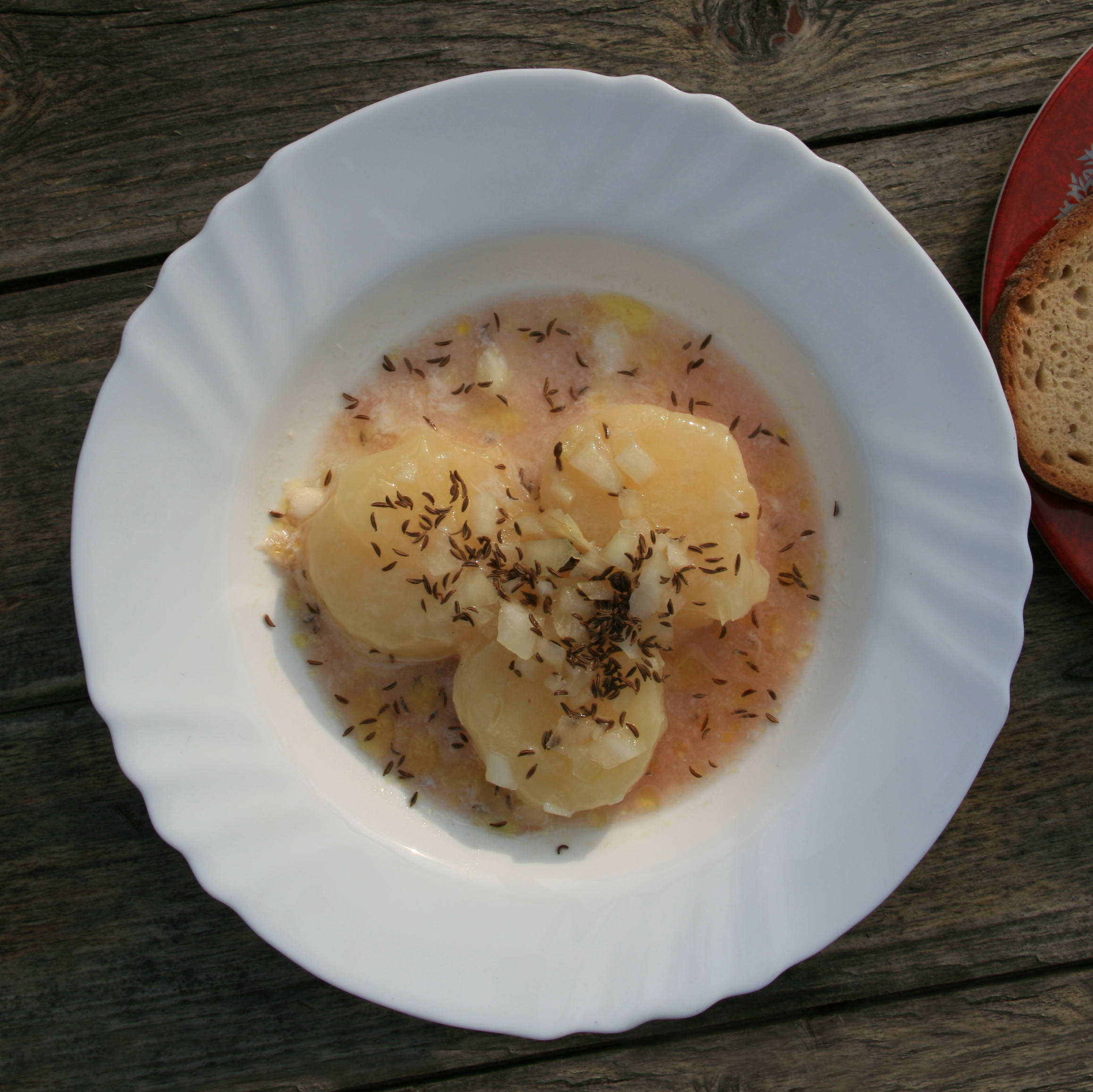
Handkäse (serviert als Handkäs mit Musik)

Handkäse (regional auch Handkäs oder Handkääs) ist eine Standardsorte aus der Gruppe der Sauermilchkäse. Sein Name und seine Größe stammen von der ursprünglichen Herstellungsweise, als man den Käse noch ausschließlich mit der Hand formte. In der Vergangenheit genoss die Käseart eine Verbreitung in weiten Teilen Deutschlands, wird heute aber vor allem mit dem Rhein-Main-Gebiet und dessen benachbarten Regionen in Hessen, Rheinhessen und der Pfalz verbunden.

## Herstellung

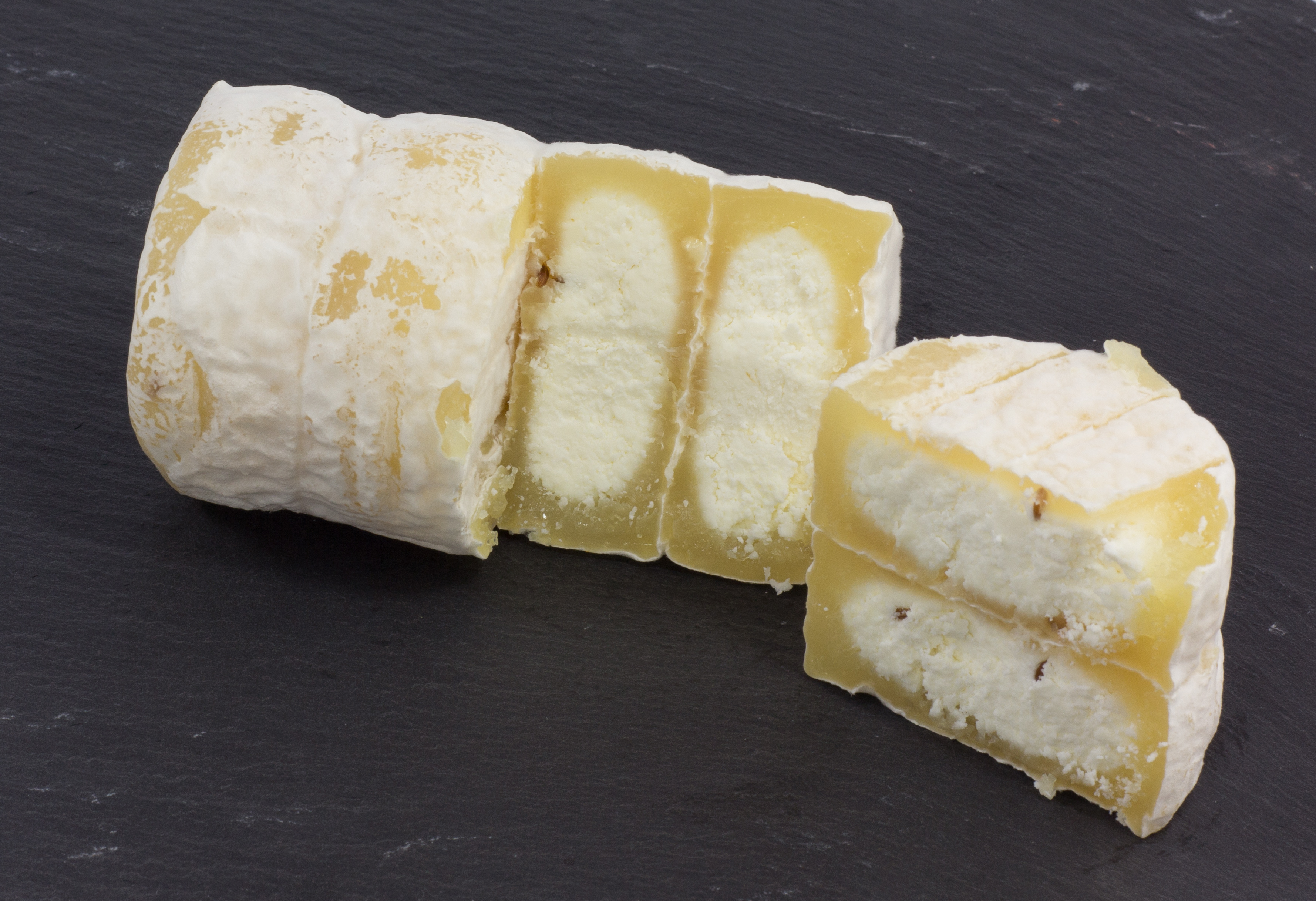
Sehr junger Handkäse mit deutlichem Kern aus Sauermilchquark

Es handelt sich um einen Käse aus Magerquark, der mit einem Quirl zerkleinert wird und dem Natron und Salz zugesetzt werden. Sein Fettgehalt liegt bei weniger als einem Prozent, sein Eiweißanteil bei 25 Prozent.
Früher wurden die Käse von Hand in runde Laibchen geformt, woher der Name rührt; heute geschieht dies in der Regel mit einer Formmaschine. In einer Schwitzkammer, auch Reiferaum genannt, reifen die weißen Käse zwei Tage bei einer Temperatur von 25 bis 28 °C und 80 Prozent Luftfeuchtigkeit. Zeigt die Haut eine gelbliche Farbe, werden die Laibchen mit Salzlauge besprüht und verpackt. Je nach Sorte kann der Handkäse anschließend mit Rotkulturen (Brevibacterium linens) versetzter Salzlauge erneut besprüht und nochmals zwei Tage in den Reiferaum gelegt werden. Für die Sorte „Hausmacher Art“ ist eine zusätzliche Reife mit Bildung einer weißen Schimmelschicht nötig, verursacht durch Milchschimmel (Geotrichum candidum), der teilweise oder ganz die Oberfläche des Käselaibs bedeckt.
Im Gegensatz zum Mainzer Käse und zum Harzer Käse kann Handkäse nicht nur als Gelbkäse, sondern auch als Edelschimmelkäse hergestellt werden. Dazu reift der Käse bei niedrigeren Temperaturen etwas länger, wodurch z. B. Camembertschimmelkulturen (Penicillium camemberti) produziert werden.
Im Handel gibt es Handkäse mit und ohne Kümmel; er wird schon bei der Herstellung zugegeben.

## Produktion und Verbreitung
Im Jahr 2014 gab es noch vier Handkäsereien in Hessen: drei davon in Hochelheim, einem Ortsteil von Hüttenberg in Mittelhessen (Käsereien Birkenstock, Wilhelm Mack und Mack GmbH) und eine in Groß-Gerau (Käserei Horst). Klarer Marktführer ist aber der Molkereiriese Müller, der seinen Handkäse im sächsischen Leppersdorf herstellen lässt.
Besonders beliebt ist der Handkäse im Rhein-Main-Gebiet, jedoch auch in anderen Teilen Hessens – So gibt es seit über 20 Jahren das Handkäsfest Buchklingen in einem kleinen Ortsteil der Gemeinde Birkenau – sowie in Rheinhessen (besonders Mainz). Dass der Handkäse auch in der Pfalz eine lange Tradition hat, belegt das Loschter Handkeesfescht, das seit rund 100 Jahren am 1. Mai in Lustadt in der Pfalz gefeiert wird.

## Darreichungsform

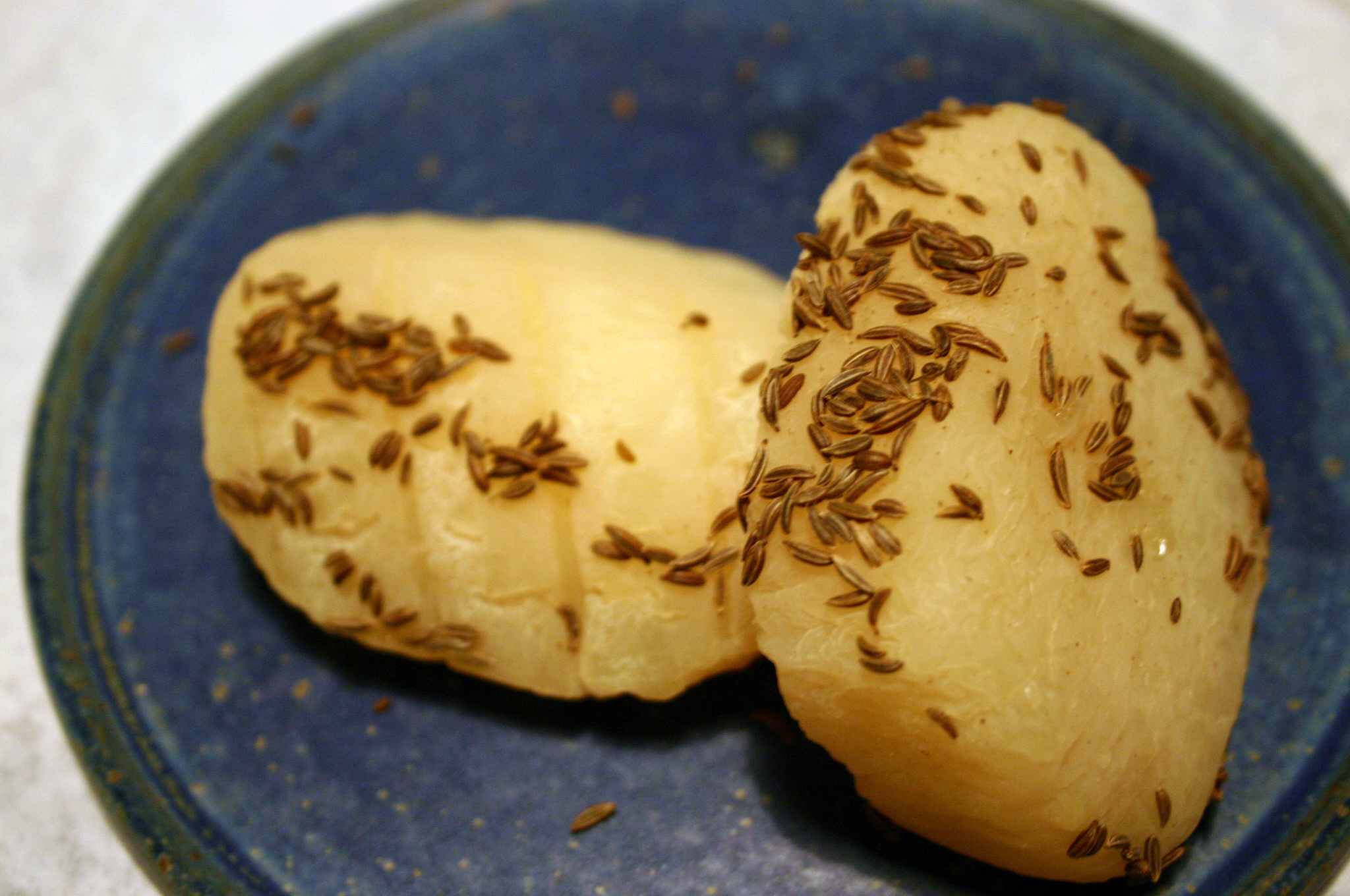
Zwei Handkäse mit Kümmel

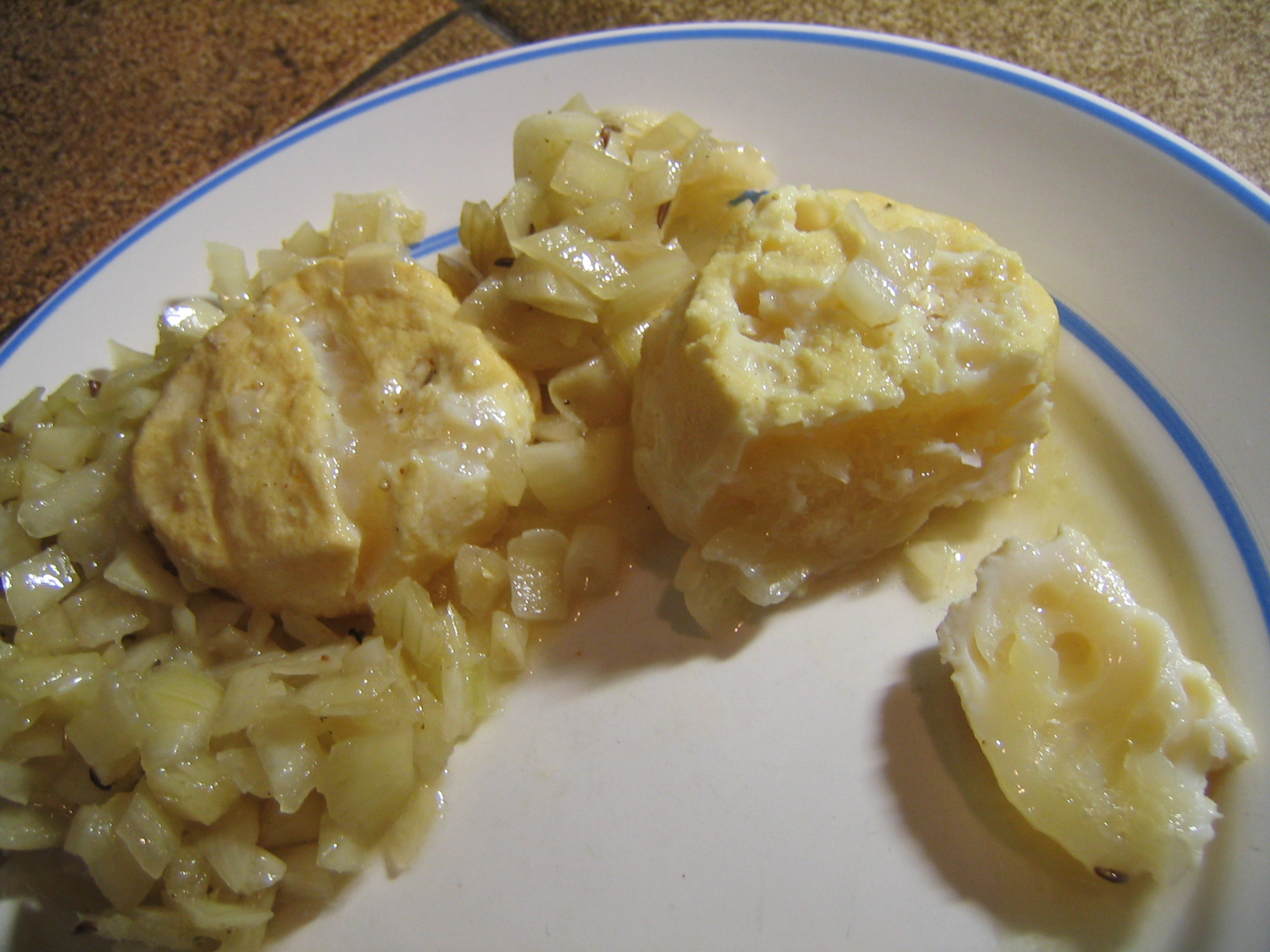
„Handkäs mit Musik“: Handkäse in Zwiebel-Marinade

Traditionell wird Handkäse mariniert mit Musik oder ohne Musik oder als Handkäsbrot angeboten und verzehrt.
Mit Musik ist eine traditionelle Marinade aus Zwiebeln, Essig und Öl, Pfeffer und Salz, in die auch andere Käsesorten wie Limburger oder Munster, aber auch Würste wie Presssack oder Nürnberger Stadtwurst eingelegt werden. Oft wird noch ein wenig Wasser, ein Schuss Apfelwein oder Wein zugegeben. Sollte der Kümmel nicht bereits bei der Reifung zugefügt worden sein, so kann er der Marinade zugefügt werden.
Angeblich spielt die Bezeichnung „mit Musik“ auf die Geräusche an, die bei den Verdauungsprozessen der Zwiebeln entstehen können. Eine andere Theorie, was die Musik bei Handkäs mit Musik sein soll, geht darauf zurück, dass Essig und Öl früher separat gebracht wurden und diese Flaschen beim Servieren aneinander schlugen und somit die „Musik“ machten.
Entgegen der üblichen Aussprache des Wortes „Musik“ im Deutschen wird es, wenn es die Darreichungsform des Handkäs bezeichnet, in Hessen und Rheinhessen traditionell mit Betonung auf der ersten Silbe und kurz gesprochener zweiter Silbe ausgesprochen.
Ohne Musik ist eine Marinade ohne Zwiebeln.
In Frankfurt wird der Handkäs mit Musik traditionell gegessen, ohne eine Gabel zu benutzen. Man schneidet ein Stück vom Handkäse ab und legt es auf ein mit Butter bestrichenes Stück Brot (Roggenbrot), schiebt mit dem Messer etwas von der Musik darauf und beißt ab.
Im Gegensatz dazu wird für ein Handkäsbrot der Handkäse mit der Gabel zerdrückt, mit Butter oder Quark vermischt und auf eine Scheibe Brot gedrückt. Das Brot isst man aus der Hand.
Üblicherweise wird dazu Apfelwein getrunken, in einigen Gegenden wie Rheinhessen (Weinbaugebiet) und der Pfalz jedoch auch ein trockener Weißwein.
Als Anhaltspunkt, wie weit die Reife fortgeschritten ist, kann das Mindesthaltbarkeitsdatum (MHD) verwendet werden. (Ungefähre Werte bei Kühlschranktemperatur):
- 5–6 Wochen vor Ablauf des MHD: milder Geschmack, weißer Kern.
- 3–4 Wochen vor Ablauf des MHD: aromatischer Geschmack, kleiner weißer Kern.
- 1–2 Wochen vor Ablauf des MHD: kräftiger Geschmack, durchgereift ohne weißen Kern.

Ist der Käse nicht rechtzeitig zu verbrauchen, so kann man ihn als Zutat für Kochkäse verwenden.

## Hessischer Handkäse
Die Landesvereinigung für Milch und Milcherzeugnisse Hessen e. V. beantragte 2006 die Eintragung der Bezeichnung „Hessischer Handkäse“ oder „Hessischer Handkäs“ in die Liste der Produkte mit einer geschützten geographischen Angabe (g.g.A.) der Europäischen Union. Nachdem der Antrag im Amtsblatt der Europäischen Union veröffentlicht wurde und ihm stattgegeben wurde, darf seit dem 23. September 2010 ein Sauermilchkäse nur noch dann als „Hessischer Handkäse“ bezeichnet werden, wenn er in Hessen hergestellt und verpackt worden ist. Der bei der Herstellung verarbeitete Sauermilchquark braucht nicht aus Hessen zu stammen.

## Andere Sorten Sauermilchkäse
Im Unterschied zu anderen Sauermilchkäsen ist Handkäse relativ weich. Mit Handkäse vergleichbare Käsesorten sind der Harzer Käse (umgangssprachlich Harzer Roller), der Tiroler Graukäse, der Mainzer Käse, der Bauernhandkäse und der Korbkäse. In Österreich heißt ein solcher Käse Quargel. Als Handkäse wird auch eine der Herstellungsarten des Nieheimer Käses bezeichnet. In Polen: gomółka.
Eine Düsseldorfer Werbeagentur verwendete in einer Kampagne für einen Sauermilchkäse das Wort „Quäse“, um das Ausgangsprodukt Magerquark hervorzuheben.